# Polkadot Cadaver
Polkadot Cadaver est un groupe de heavy metal américain, originaire de Rockville, dans le Maryland. Le groupe est formé en 2007 par Todd Smith, Jason Stepp et John Ensminger à la suite de la dissolution de Dog Fashion Disco.

## Biographie

### Débuts etPurgatory Dance Party
Polkadot Cadaver se forme brièvement après la séparation de Dog Fashion Disco en 2007. Leur premier album, Purgatory Dance Party, est publié sur Internet en pré-vente le 17 novembre 2007, et en version physique le 27 novembre 2007. Deux démos de Polkadot Cadaver sont incluses dans l'album Beating a Dead Horse to Death... Again de Dog Fashion Disco, en 2008. Pendant les tournées en soutien à Purgatory Dance Party, Dave Cullen devient le bassiste à plein temps du groupe, et Scott Radway devient leur batteur live en 2010.

### Sex Offender
Le 5 mai 2011, Polkadot Cadaver débute à la 17e place du Billboard New Artist Chart (aka Heatseeker's Chart) avec leur deuxième album Sex Offender. Cet album est le premier à faire participer le bassiste David Cullen (Knives Out!), pendant que Ensminger joue de la batterie sur l'album. En soutien à l'album, ils se lancent en tournée avec Wednesday 13, Vampires Everywhere! et Korpiklaani. En janvier 2012, ils tournent avec Wayne Static, et lancent la tournée Fight to Unite Tour en avril, en soutien à Brokencyde, Blood on the Dance Floor, Deuce, William Control, et The Bunny The Bear.

### Last Call in Jonestownet EP de Noël
Le 17 juillet 2012, le groupe publie une image sur sa page Facebook, annonçant un nouvel album pour 2013, ainsi que la participation du chanteur Neil Fallon, du groupe de rock Clutch, sur une chanson intitulée Transistors of Mercy. Le batteur Scott Radway est présent sur la photo comme membre à plein temps (il tournera avec le groupe depuis 2010). Le groupe annonce en décembre la sortie de l'album pour avril 2013 et une tournée. En début janvier 2013, le groupe révèle le titre de son nouvel album, Last Call in Jonestown et sa date de sortie pour le 7 mai. Cependant la date de sortie est repoussée au 14 mai. Le 23 mars, le groupe entame une tournée Our Tour can Beat up your Tour avec Psychostick et Downtown Brown.
Dave Cullen quitte le groupe avant que l'album ne soit terminé, ne contribuant qu'à deux chansons. L'ancien bassiste de Dog Fashion Disco, Brian White, remplace Dave Cullen. En soutien à l'album, le groupe entame sa tournée Last Call in Jonestown 2013 Tour le 14 juin, avec One-Eyed Doll et Exotic Animal Petting Zoo. Il s'agit de leur première tournée en presque deux ans.
Le groupe enregistre ensuite un EP de Noël en début septembre 2013, intitulé From Bethlehem to Oblivion. La couverture est publiée le 5 septembre, et les précommandes débutent le 31 octobre. Last Call in Jonestown est aussi publié en version vinyle coloré limitée à 500 exemplaires. En avril 2014, Scott Radway quitte le groupe. L'ancien batteur du groupe DFD, Mike Oliver, se joint à eux.

## Membres

### Membres actuels
- Todd Smith — chant, guitare (depuis 2007)
- Jasan Stepp — guitare, clavier, programmation (depuis 2007)
- Brian « Wendy » White — basse (depuis 2013)
- John Ensminger — batterie (2007–2010, depuis 2015); batterie en studio (2010–2011)

### Anciens membres
- David Cullen — basse (2008–2013)
- Scott Radway — batterie (2010-2014)
- Mike Oliver — batterie (2014-2015)